# Marco Verde
Marco Alonso Verde Álvarez (Mazatlán, 11 de fevereiro de 2002) é um pugilista mexicano.

## Carreira
Marco é filho do também boxeador olímpico Manuel Verde. Em 2023, conquistou a medalha de ouro na categoria até 71 kg nos Jogos Pan-Americanos. Conquistou a medalha de ouro nos XXIV Jogos Centro-Americanos e do Caribe. Além disso, obteve o vice-campeonato do torneio Boxam Internacional Elite 2024.
Nos Jogos Olímpicos de Verão de 2024, em Paris, conquistou a medalha de prata na disputa de peso meio-médio (até 71 kg).